# Popis kneževa Andore
Ovo je popis sukneževa Andore. Kneževina Andora, smještena u Pirinejima na francusko–španjolskoj granici, uspostavljena je godine 1278. Sporazumom o zajedničkom sizerenstvu između katalonskog biskupa od Urgella i okcitanskog grofa od Foixa, čiji su potomci godine 1479. naslijedili Navarru, a 1589. godine i francusko prijestolje. Kneževska prava i duumvirat se nastavio preko državnih poglavara, uključujući i Francusku Republiku. Tako i danas francuski izabrani državni poglavar automatski postaje suknez Andore, dok je drugi suknez Biskup od Urgella.
| Episkopalni suknez                                                                     | Vladavina                    | Francuski suknez                                               | Vladavina                    |
| -------------------------------------------------------------------------------------- | ---------------------------- | -------------------------------------------------------------- | ---------------------------- |
| Biskupi od Urgella                                                                     | Biskupi od Urgella           | Grofovi od Foixa                                               | Grofovi od Foixa             |
| Biskupi od Urgella                                                                     | Biskupi od Urgella           | Kuća Foix                                                      |                              |
| Pere d'Urtx                                                                            | 1278. – 1293.                | Roger-Bernard III.                                             | 1278. – 1302.                |
| Guillem od Montcadae                                                                   | 1295. – 1308.                | Roger-Bernard III.                                             | 1278. – 1302.                |
| Guillem od Montcadae                                                                   | 1295. – 1308.                | Kuća Foix-Béarn                                                |                              |
| Guillem od Montcadae                                                                   | 1295. – 1308.                | Gaston I.                                                      | 1302. – 1315.                |
| Ramon Trebaylla                                                                        | 1309. – 1326.                | Gaston I.                                                      | 1302. – 1315.                |
| Ramon Trebaylla                                                                        | 1309. – 1326.                | Gaston II.                                                     | 1315. – 1343.                |
| Arnau de Llordà                                                                        | 1326. – 1341.                | Gaston II.                                                     | 1315. – 1343.                |
| Pere de Narbona                                                                        | 1341. – 1347.                | Gaston II.                                                     | 1315. – 1343.                |
| Pere de Narbona                                                                        | 1341. – 1347.                | Gaston III. Fébus                                              | 1343. – 1391.                |
| Nicolau Capoci                                                                         | 1348. – 1351.                | Gaston III. Fébus                                              | 1343. – 1391.                |
| Hugó Desbach                                                                           | 1351. – 1361.                | Gaston III. Fébus                                              | 1343. – 1391.                |
| Guillem Arnau de Patau                                                                 | 1362. – 1364.                | Gaston III. Fébus                                              | 1343. – 1391.                |
| Pere de Luna                                                                           | 1365. – 1370.                | Gaston III. Fébus                                              | 1343. – 1391.                |
| Berenguer d'Erill i de Pallars                                                         | 1371. – 1388.                | Gaston III. Fébus                                              | 1343. – 1391.                |
| Galcerand de Vilanova                                                                  | 1388. – 1396.                | Gaston III. Fébus                                              | 1343. – 1391.                |
| Galcerand de Vilanova                                                                  | 1388. – 1396.                | Mathieu                                                        | 1391. – 1396.                |
| Prva aneksija u Aragon Andora je kratko vrijeme bila anektirana od Krune Aragona 1396. |                              |                                                                |                              |
| Biskupi od Urgella (vraćeni)                                                           | Biskupi od Urgella (vraćeni) | Grofovi od Foixa (vraćeni)                                     | Grofovi od Foixa (vraćeni)   |
| Biskupi od Urgella (vraćeni)                                                           | Biskupi od Urgella (vraćeni) | Kuća Foix-Béarn (vraćena)                                      |                              |
| Galcerand de Vilanova (vraćen)                                                         | 1396. – 1415.                | Mathieu (vraćen)                                               | 1396. – 1398.                |
| Galcerand de Vilanova (vraćen)                                                         | 1396. – 1415.                | Isabelle                                                       | 1398. – 1413.                |
| Galcerand de Vilanova (vraćen)                                                         | 1396. – 1415.                | Kuća Foix-Grailly                                              |                              |
| Galcerand de Vilanova (vraćen)                                                         | 1396. – 1415.                | Jean I.                                                        | 1413. – 1436.                |
| Francesc de Tovia                                                                      | 1416. – 1436.                | Jean I.                                                        | 1413. – 1436.                |
| Francesc de Tovia                                                                      | 1416. – 1436.                | Gaston IV.                                                     | 1436. – 1472.                |
| Arnau Roger de Pallars                                                                 | 1437. – 1461.                | Gaston IV.                                                     | 1436. – 1472.                |
| Jaume de Cardona i de Gandia                                                           | 1462. – 1466.                | Gaston IV.                                                     | 1436. – 1472.                |
| Roderic de Borja i Escrivà                                                             | 1467. – 1472.                | Gaston IV.                                                     | 1436. – 1472.                |
| Pere de Cardona                                                                        | 1472. – 1512.                | Kraljevi Navare                                                | Kraljevi Navare              |
| Pere de Cardona                                                                        | 1472. – 1512.                | Franjo I. Febus                                                | 1472. – 1483.                |
| Pere de Cardona                                                                        | 1472. – 1512.                | Katarina                                                       | 1483. – 1512.                |
| Druga aneksija u Aragon Andora je kratko vrijeme pripojena Kruni Aragona 1512. – 1513. |                              |                                                                |                              |
| Biskupi Urgella (vraćeni)                                                              | Biskupi Urgella (vraćeni)    | Kraljevi Navare (vraćeni)                                      | Kraljevi Navare (vraćeni)    |
| Biskupi Urgella (vraćeni)                                                              | Biskupi Urgella (vraćeni)    | Kuća Foix-Grailly (vraćena)                                    |                              |
| Pere de Cardona (vraćen)                                                               | 1513. – 1515.                | Katarina (vraćena)                                             | 1513. – 1517.                |
| Joan Despés                                                                            | 1515. – 1530.                | Katarina (vraćena)                                             | 1513. – 1517.                |
| Joan Despés                                                                            | 1515. – 1530.                | Kuća Albret                                                    |                              |
| Joan Despés                                                                            | 1515. – 1530.                | Henrik II.                                                     | 1517. – 1555.                |
| Pedro Jordà de Urríes                                                                  | 1532. – 1533.                | Henrik II.                                                     | 1517. – 1555.                |
| Francesc de Urríes                                                                     | 1534. – 1551.                | Henrik II.                                                     | 1517. – 1555.                |
| Miquel Despuig                                                                         | 1552. – 1556.                | Henrik II.                                                     | 1517. – 1555.                |
| Miquel Despuig                                                                         | 1552. – 1556.                | Ivana III.                                                     | 1555. – 1572.                |
| Joan Pérez García de Oliván                                                            | 1556. – 1560.                | Ivana III.                                                     | 1555. – 1572.                |
| Pere de Castellet                                                                      | 1561. – 1571.                | Ivana III.                                                     | 1555. – 1572.                |
| Joan Dimas Loris                                                                       | 1572. – 1576.                | Kuća Bourbon                                                   | Kuća Bourbon                 |
| Joan Dimas Loris                                                                       | 1572. – 1576.                | Henrik III. Henrik IV. od Francuske                            | 1572. – 1610.                |
| Miquel Jeroni Morell                                                                   | 1577. – 1579.                | Henrik III. Henrik IV. od Francuske                            | 1572. – 1610.                |
| Hugó Ambrós de Montcada                                                                | 1580. – 1586.                | Henrik III. Henrik IV. od Francuske                            | 1572. – 1610.                |
| Andreu Capella                                                                         | 1587. – 1609.                | Henrik III. Henrik IV. od Francuske                            | 1572. – 1610.                |
| Bernat de Salbà i de Salbà                                                             | 1610. – 1620.                | Luj II. Luj XIII. od Francuske                                 | 1610. – 1620.                |
| Luís Díes Aux de Armendáriz                                                            | 1621. – 1627.                | Kraljevi Francuske                                             | Kraljevi Francuske           |
| Luís Díes Aux de Armendáriz                                                            | 1621. – 1627.                | Luj XIII.                                                      | 1620. – 1643.                |
| Antoni Pérez                                                                           | 1627. – 1633.                | Luj XIII.                                                      | 1620. – 1643.                |
| Pau Duran                                                                              | 1634. – 1651.                | Luj XIII.                                                      | 1620. – 1643.                |
| Pau Duran                                                                              | 1634. – 1651.                | Luj XIV.                                                       | 1643. – 1715.                |
| Joan Manuel de Espinosa                                                                | 1655. – 1663.                | Luj XIV.                                                       | 1643. – 1715.                |
| Melcior Palau i Boscà                                                                  | 1664. – 1670.                | Luj XIV.                                                       | 1643. – 1715.                |
| Pere de Copons i de Teixidor                                                           | 1671. – 1681.                | Luj XIV.                                                       | 1643. – 1715.                |
| Joan Desbach Martorell                                                                 | 1682. – 1688.                | Luj XIV.                                                       | 1643. – 1715.                |
| Oleguer de Montserrat Rufet                                                            | 1689. – 1694.                | Luj XIV.                                                       | 1643. – 1715.                |
| Julià Cano Thebar                                                                      | 1695. – 1714.                | Luj XIV.                                                       | 1643. – 1715.                |
| Simeó de Guinda y Apeztegui                                                            | 1714. – 1737.                | Luj XIV.                                                       | 1643. – 1715.                |
| Simeó de Guinda y Apeztegui                                                            | 1714. – 1737.                | Luj XV.                                                        | 1715. – 1774.                |
| Jordi Curado y Torreblanca                                                             | 1738. – 1747.                | Luj XV.                                                        | 1715. – 1774.                |
| Sebastià de Victoria Emparán y Loyola                                                  | 1747. – 1756.                | Luj XV.                                                        | 1715. – 1774.                |
| Francesc Josep Catalán de Ocón                                                         | 1757. – 1762.                | Luj XV.                                                        | 1715. – 1774.                |
| Francesc Fernández de Xátiva y Contreras                                               | 1763. – 1771.                | Luj XV.                                                        | 1715. – 1774.                |
| Joaquín de Santiyán y Valdivielso                                                      | 1772. – 1779.                | Luj XV.                                                        | 1715. – 1774.                |
| Joaquín de Santiyán y Valdivielso                                                      | 1772. – 1779.                | Luj XVI.                                                       | 1774. – 1792.                |
| Juan de García y Montenegro                                                            | 1780. – 1783.                | Luj XVI.                                                       | 1774. – 1792.                |
| Josep de Boltas                                                                        | 1785. – 1795.                | Luj XVI.                                                       | 1774. – 1792.                |
| Josep de Boltas                                                                        | 1785. – 1795.                | Francuska Prva Republika Francuska se odriče položaja sukneza. |                              |
| Francesc Antoni de la Dueña y Cisneros                                                 | 1797. – 1816.                |                                                                |                              |
| Francesc Antoni de la Dueña y Cisneros                                                 | 1797. – 1816.                | Carevi Francuza                                                |                              |
| Francesc Antoni de la Dueña y Cisneros                                                 | 1797. – 1816.                | Kuća Bonaparte                                                 |                              |
| Francesc Antoni de la Dueña y Cisneros                                                 | 1797. – 1816.                | Napoleon I.                                                    | 1806. – 1814.                |
| Francesc Antoni de la Dueña y Cisneros                                                 | 1797. – 1816.                | Kraljevi Francuske (vraćeni)                                   |                              |
| Francesc Antoni de la Dueña y Cisneros                                                 | 1797. – 1816.                | Kuća Bourbon (vraćena)                                         |                              |
| Francesc Antoni de la Dueña y Cisneros                                                 | 1797. – 1816.                | Luj XVIII.                                                     | 1814. – 1815.                |
| Francesc Antoni de la Dueña y Cisneros                                                 | 1797. – 1816.                | Carevi Francuza (vraćeni)                                      |                              |
| Francesc Antoni de la Dueña y Cisneros                                                 | 1797. – 1816.                | Kuća Bonaparte (vraćena)                                       |                              |
| Francesc Antoni de la Dueña y Cisneros                                                 | 1797. – 1816.                | Napoleon I. (vraćen)                                           | 1815.                        |
| Francesc Antoni de la Dueña y Cisneros                                                 | 1797. – 1816.                | Napoleon II.                                                   | 1815.                        |
| Bernat Francés y Caballero                                                             | 1817. – 1824.                | Kraljevi Francuske (vraćeni)                                   | Kraljevi Francuske (vraćeni) |
| Bernat Francés y Caballero                                                             | 1817. – 1824.                | Kuća Bourbon (vraćeni)                                         |                              |
| Bernat Francés y Caballero                                                             | 1817. – 1824.                | Luj XVIII (vraćen)                                             | 1815. – 1824.                |
| Bonifaci López y Pulido                                                                | 1824. – 1827.                | Karlo X.                                                       | 1824. – 1830.                |
| Simó de Guardiola y Hortoneda                                                          | 1827. – 1851.                | Karlo X.                                                       | 1824. – 1830.                |
| Simó de Guardiola y Hortoneda                                                          | 1827. – 1851.                | Kuća Orléans                                                   |                              |
| Simó de Guardiola y Hortoneda                                                          | 1827. – 1851.                | Luj Filip                                                      | 1830. – 1848.                |
| Simó de Guardiola y Hortoneda                                                          | 1827. – 1851.                | Predsjednici Druge Francuske Republike                         |                              |
| Simó de Guardiola y Hortoneda                                                          | 1827. – 1851.                | Luj Napoleon                                                   | 1848. – 1852.                |
| Simó de Guardiola y Hortoneda                                                          | 1827. – 1851.                | Carevi Francuza (vraćeni)                                      |                              |
| Simó de Guardiola y Hortoneda                                                          | 1827. – 1851.                | Kuća Bonaparte (vraćen)                                        |                              |
| Simó de Guardiola y Hortoneda                                                          | 1827. – 1851.                | Napoleon III.                                                  | 1852. – 1870.                |
| Josep Caixal i Estradé                                                                 | 1853. – 1879.                | Napoleon III.                                                  | 1852. – 1870.                |
| Josep Caixal i Estradé                                                                 | 1853. – 1879.                | Predsjednici Francuske Treće Republike                         |                              |
| Josep Caixal i Estradé                                                                 | 1853. – 1879.                | Louis-Adolphe Thiers                                           | 1871. – 1873.                |
| Josep Caixal i Estradé                                                                 | 1853. – 1879.                | Patrice MacMahon                                               | 1873. – 1879.                |
| Salvador Casañas i Pagés                                                               | 1879. – 1901.                | Jules Grévy                                                    | 1879. – 1887.                |
| Salvador Casañas i Pagés                                                               | 1879. – 1901.                | Sadi Carnot                                                    | 1887. – 1894.                |
| Salvador Casañas i Pagés                                                               | 1879. – 1901.                | Jean Casimir-Perier                                            | 1894. – 1895.                |
| Salvador Casañas i Pagés                                                               | 1879. – 1901.                | Félix Faure                                                    | 1895. – 1899.                |
| Salvador Casañas i Pagés                                                               | 1879. – 1901.                | Émile Loubet                                                   | 1899. – 1906.                |
| Ramon Riu i Cabanes                                                                    | 1901.                        | Émile Loubet                                                   | 1899. – 1906.                |
| Toribio Martín (v.d.)                                                                  | 1902.                        | Émile Loubet                                                   | 1899. – 1906.                |
| Joan Josep Laguarda i Fenollera                                                        | 1902. – 1906.                | Émile Loubet                                                   | 1899. – 1906.                |
| Josep Pujargimzú (v.d.)                                                                | 1907.                        | Clément Armand Fallières                                       | 1906. – 1913.                |
| Juan Benlloch y Vivó                                                                   | 1907. – 1919.                | Clément Armand Fallières                                       | 1906. – 1913.                |
| Juan Benlloch y Vivó                                                                   | 1907. – 1919.                | Raymond Poincaré                                               | 1913. – 1920.                |
| Jaume Viladrich i Gaspa (v.d.)                                                         | 1919. – 1920.                | Raymond Poincaré                                               | 1913. – 1920.                |
| Justí Guitart i Vilardebó                                                              | 1920. – 1940.                | Paul Deschanel                                                 | 1920.                        |
| Justí Guitart i Vilardebó                                                              | 1920. – 1940.                | Alexandre Millerand                                            | 1920. – 1924.                |
| Justí Guitart i Vilardebó                                                              | 1920. – 1940.                | Gaston Doumergue                                               | 1924. – 1931.                |
| Justí Guitart i Vilardebó                                                              | 1920. – 1940.                | Paul Doumer                                                    | 1931. – 1932.                |
| Justí Guitart i Vilardebó                                                              | 1920. – 1940.                | Albert Lebrun                                                  | 1932. – 1940.                |
| Ricard Fornesa (v.d.)                                                                  | 1940. – 1943.                | Poglavari Francuske Države                                     | Poglavari Francuske Države   |
| Ricard Fornesa (v.d.)                                                                  | 1940. – 1943.                | Henri Philippe Pétain                                          | 1940. – 1944.                |
| Ramon Iglesias i Navarri                                                               | 1943. – 1969.                | Henri Philippe Pétain                                          | 1940. – 1944.                |
| Ramon Iglesias i Navarri                                                               | 1943. – 1969.                | Predsjednici Privremene vlade                                  |                              |
| Ramon Iglesias i Navarri                                                               | 1943. – 1969.                | Charles de Gaulle                                              | 1944. – 1946.                |
| Ramon Iglesias i Navarri                                                               | 1943. – 1969.                | Félix Gouin                                                    | 1946.                        |
| Ramon Iglesias i Navarri                                                               | 1943. – 1969.                | Georges Bidault                                                | 1946. – 1947.                |
| Ramon Iglesias i Navarri                                                               | 1943. – 1969.                | Predsjednici Francuske Četvrte Republike                       |                              |
| Ramon Iglesias i Navarri                                                               | 1943. – 1969.                | Vincent Auriol                                                 | 1947. – 1954.                |
| Ramon Iglesias i Navarri                                                               | 1943. – 1969.                | René Coty                                                      | 1954. – 1959.                |
| Ramon Iglesias i Navarri                                                               | 1943. – 1969.                | Predsjednici Francuske Pete Republike                          |                              |
| Ramon Iglesias i Navarri                                                               | 1943. – 1969.                | Charles de Gaulle                                              | 1959. – 1969.                |
| Ramón Malla Call (v.d.)                                                                | 1969. – 1971.                | Georges Pompidou                                               | 1969. – 1974.                |
| Joan Martí Alanis                                                                      | 1971. – 2003.                | Georges Pompidou                                               | 1969. – 1974.                |
| Joan Martí Alanis                                                                      | 1971. – 2003.                | Valéry Giscard d'Estaing                                       | 1974. – 1981.                |
| Joan Martí Alanis                                                                      | 1971. – 2003.                | François Mitterrand                                            | 1981. – 1995.                |
| Joan Martí Alanis                                                                      | 1971. – 2003.                | Jacques Chirac                                                 | 1995. – 2007.                |
| Joan Enric Vives Sicília                                                               | 2003.–                       | Jacques Chirac                                                 | 1995. – 2007.                |
| Joan Enric Vives Sicília                                                               | 2003.–                       | Nicolas Sarkozy                                                | 2007. – 2012.                |
| Joan Enric Vives Sicília                                                               | 2003.–                       | François Hollande                                              | 2012. – 2017.                |
| Joan Enric Vives Sicília                                                               | 2003.–                       | Emmanuel Macron                                                | 2017.-                       |